# Guernsey
|  | Per a altres significats, vegeu «Guernsey (desambiguació)». |

La Batllia de Guernsey és una dependència de la Corona Britànica, que amb Jersey forma part de les illes Anglonormandes. Endemés de l'illa de Guernsey comprèn les d'Alderney, Sark, Herm, Jethou, Brecqhou, Burhou i altres illots.

## Administració
En la direcció de l'illa hi ha un Lieutenant Governor nomenat per la reina d'Anglaterra, amb els mateixos poders que a Jersey, i l'executiu és en mans de l'Assemblea dels Estats, que és formada per:
- 12 counselors
- Un bailiff (qui amb els counselors formen la Court Royal de Guernsey)
- Un procurator, que detindrà el poder judicial
- 33 deputies populars
- 10 douzaines (representants parroquials)
- 2 representants per Alderney.

Tots ells són escollits per sufragi universal.

## Història

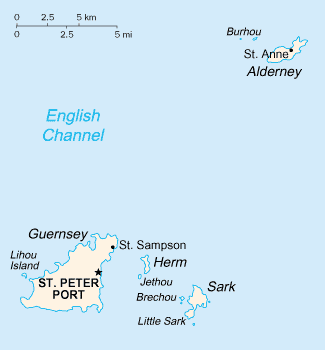
Mapa de Guernsey

Cap a l'any 6000 aC l'ascens mundial del nivell del mar va transformar els fins llavors promontoris del continent europeu en les actuals Illes Anglonormandes. En aquest temps, agricultors neolítics van poblar les costes i van construir els dòlmens i menhirs. L'illa de Guernsey conté tres menhirs esculpits de gran interès arqueològic; el dolmen conegut com L'Autel du Dehus també conté una deïtat de dolmen.
Durant la seva migració a Bretanya empesos per l'assentament a la Gran Bretanya dels saxons, els britànics van ocupar les illes Lenur (l'antic nom de les Illes Anglonormandes) incloent Lisia (Guernsey) i Angia (Jersey). Sarnia és el nom llatí de l'illa en temps romans. Procedent del regne de Gwent, Sant Sansó l'abat de Dol (Bretanya) és acreditat com a introductor de cristianisme a Guernsey.
En 933 les illes van passar a dependre directament del Ducat de Normandia a l'annexionar-se aquest al Ducat de Bretanya. L'illa de Guernsey i altres Illes Anglonormandes representen els últims remanents del Ducat medieval de Normandia. A les illes, el sobirà d'Anglaterra ostenta el títol de Duc de Normandia.
Guernsey va ser ocupat per tropes alemanyes en la Segona Guerra Mundial. Abans de l'ocupació, molts nens de Guernsey van ser evacuats a Anglaterra per a viure amb parents o forasters durant la guerra. Alguns nens mai van ser reunits amb les seves famílies. Durant l'ocupació, moltes persones de Guernsey van ser deportades pels alemanys a camps en el sud-oest d'Alemanya, notablement a Biberach an der Riss i internades en el Camp Lindele.

## Divisió administrativa
L'illa de Guernsey és dividida en 10 parròquies:
| Parish            | Population (census 2001) | area (vergees) | area (km²) |
| ----------------- | ------------------------ | -------------- | ---------- |
| Castel            | 8,975                    | 6,224          | 10.1       |
| Forest            | 1,549                    | 2,508          | 4.2        |
| St Andrew         | 2,409                    | 2,752          | 4.4        |
| St Martin         | 6,267                    | 4,479          | 7.3        |
| St Peter Port     | 16,488                   | 4,074          | 6.5        |
| St Pierre du Bois | 2,188                    | 3,818          | 6.2        |
| St Sampson        | 8,592                    | 3,687          | 6.0        |
| St Saviour        | 2,696                    | 3,892          | 6.2        |
| Torteval          | 973                      | 1,901          | 3.1        |
| Vale              | 9,573                    | 5,462          | 8.8        |